# Гъзиме Старова
Гъзиме Старова (на албански: Gëzime Starova; на македонска литературна норма: Г'зиме Старова) е видна юристка от Северна Македония, членка на Конституционния съд страната от 2013 до 2017 година.

## Биография
Родена е на 24 декември 1946 година в албанско семейство в град Скопие, тогава във Федеративна народна република Югославия. Основно и средно образование завършва в родния си град, след което в 1970 година завършва Юридическия факултет на Скопския университет „Кирил и Методий“. Започва работа във факултета на следната 1971 година, първоначално като стажант в катедрата за административно-правни науки, а от 1973 година като асистент по предмета трудово право и социално осигуряване. В 1978 година защитава магистърска теза в Юридическия факултет на тема „Специална защита на работниците при работа“ (Посебна заштита на работниците при работа). В 1979 година става преподавател по трудово право и социално осигуряване. В 1991 година защитава докторат в Юридическия факултет на Люблянския университет на тема „Уреждане на работните въпроси в СФРЈ и неговите видове“ (Уредување на работните односи во СФРЈ и неговите облици). В 1992 година става доцент в Юридическия факултет в Скопие по предмета трудово право и социално осигуряване. От 1992 до 1994 година е членка на Управителния съвет на Фонда за пенсионно и инвалидно осигуряване на Република Македония. В 1997 година става извънреден, а в 2002 година е избрана за редовен професор. В 1998 - 1999 година е представител на Република Македония в Комитета на експерти за локални социални служби в Съвета на Европа. От 2004 до 2008 година е заместник-председател на Сената на Скопския университет.
В 2001 година започва да преподава като редовен професор по трудово право и социално осигуряване и в Юридическия факултет на Университета на Югоизточна Европа в Тетово, където преподава на албански и на македонски литературен език. Членка е на борда на университета.
В 1997 година за превода на „Есе за кризата“ на Филип Сеген получава наградата за най-добър превод в областта на есеистиката „Вангя Чашуле“.
В 1999 година Гзиме Старова е гостуващ професор в Университета в Кайляри, Италия, а през ноември 2004 година в Юридическия факултет на Университета „Рене Декарт“ в Париж.
От 7 октомври 2008 година до 7 октомври 2017 година е съдия в Конституционния съд на Република Македония.
Омъжена е за писателя Луан Старова. Дъщеря им Дита Старова-Керими е художничка.

## Награди
В 2004 година за приноси в университетската и научната дейност от международно значение Гъзиме Старова получава отличието на френската държава „Академични палми“. В същата година за нейните достижения в областта на образованието и науката Държавният департамент на САЩ я обявява за една от шестте най-успели жени в Република Македония. През ноември 2005 година Старова получава държавната награда за постижения в областта на образованието в Република Македония „Свети Климент Охридски“. Носителка е на два плакета на Скопския университет в 2004 и 2005 година.

## Родословие
|  |  |  |  |  |  |  |  |                              |                              |                              |                              | Ариф Старова                 |                              |  |  |                            |                            |                            |                            |                            |                            |                        |  |                          |                          |                          |                          |                          |                          |
|  |  |  |  |  |  |  |  |                              |                              |                              |                              |                              |                              |  |  |                            |                            |                            |                            |                            |                            |                        |  |                          |                          |                          |                          |                          |                          |
|  |  |  |  |  |  |  |  |                              |                              |                              |                              |                              |                              |  |  |                            |                            |                            |                            |                            |                            |                        |  |                          |                          |                          |                          |                          |                          |
|  |  |  |  |  |  |  |  | Вулнет Старова (1934 — 1994) | Вулнет Старова (1934 — 1994) | Вулнет Старова (1934 — 1994) | Вулнет Старова (1934 — 1994) | Вулнет Старова (1934 — 1994) | Вулнет Старова (1934 — 1994) |  |  | Луан Старова (1941 - 2022) | Луан Старова (1941 - 2022) | Луан Старова (1941 - 2022) | Луан Старова (1941 - 2022) | Луан Старова (1941 - 2022) | Луан Старова (1941 - 2022) |                        |  | Гъзиме Старова (р. 1946) | Гъзиме Старова (р. 1946) | Гъзиме Старова (р. 1946) | Гъзиме Старова (р. 1946) | Гъзиме Старова (р. 1946) | Гъзиме Старова (р. 1946) |
|  |  |  |  |  |  |  |  | Вулнет Старова (1934 — 1994) | Вулнет Старова (1934 — 1994) | Вулнет Старова (1934 — 1994) | Вулнет Старова (1934 — 1994) | Вулнет Старова (1934 — 1994) | Вулнет Старова (1934 — 1994) |  |  | Луан Старова (1941 - 2022) | Луан Старова (1941 - 2022) | Луан Старова (1941 - 2022) | Луан Старова (1941 - 2022) | Луан Старова (1941 - 2022) | Луан Старова (1941 - 2022) |                        |  | Гъзиме Старова (р. 1946) | Гъзиме Старова (р. 1946) | Гъзиме Старова (р. 1946) | Гъзиме Старова (р. 1946) | Гъзиме Старова (р. 1946) | Гъзиме Старова (р. 1946) |
|  |  |  |  |  |  |  |  |                              |                              |                              |                              |                              |                              |  |  |                            |                            |                            |                            |                            |                            |                        |  |                          |                          |                          |                          |                          |                          |
|  |  |  |  |  |  |  |  |                              |                              |                              |                              |                              |                              |  |  |                            |                            |                            |                            |                            |                            | Дита Старова (р. 1984) |  |                          |                          |                          |                          |                          |                          |